# Бисјер Бофи
Бисјер Бофи (фр. Bussière-Boffy) насеље је и општина у централној Француској у региону Лимузен, у департману Горња Вијена која припада префектури Белак.
По подацима из 2011. године у општини је живело 346 становника, а густина насељености је износила 12,61 становника/km². Општина се простире на површини од 27,44 km². Налази се на средњој надморској висини од 239 метара (максималној 344 m, а минималној 170 m).

## Демографија
| 1962. | 1968. | 1975. | 1982. | 1990. | 1999. | 2011. |
| ----- | ----- | ----- | ----- | ----- | ----- | ----- |
| 456   | 509   | 440   | 364   | 321   | 332   | 346   |

График промене броја становника у току последњих година